# أسكيف
أسكيف  قرية سوريّة تتبع إداريّاً لمحافظة حلب منطقة عين العرب ناحية الجلبية، بلغ تعداد سكانها 113 نسمة حسب التعداد السكاني لعام 2004.